# دنی اوشی (بازیکن هاکی روی یخ)
دنی اوشی (انگلیسی: Danny O'Shea؛ زادهٔ ۱۵ ژوئن ۱۹۴۵) بازیکن هاکی روی یخ اهل کانادا است.